# Michael Austin (nuotatore)
Michael McKay Austin (West Orange, 26 agosto 1943) è un ex nuotatore statunitense.

## Carriera
Assieme ai compagni Gary Ilman, Steve Clark e Don Schollander ha vinto la staffetta 4 × 100 m stile libero ai giochi di Tokyo 1964, stabilendo anche il nuovo primato mondiale (3'33"2).

## Palmarès
- Giochi olimpici estivi

Tokyo: oro nella 4 × 100 m stile libero.